# 卡洛·马特雷尔
卡洛·马特雷尔（義大利語：Carlo Mattrel，1937年4月14日—1976年9月25日），意大利男子足球运动员，场上位置是守门员。他曾代表意大利国家队参加1962年国际足联世界杯，结果获得第九名。